# Крик: Воскрешение
«Крик: Воскрешение» (англ. Scream: Resurrection) — третий сезон и перезапуск сериала-антологии канала MTV «Крик» по мотивам одноимённой серии фильмов ужасов. 
В заключительном сезоне проекта появились новые персонажи, а в главных ролях снялись АрДжей Сайлер, Джессика Сула, Джорджия Уигем, Tyga, Кеке Палмер, Тайлер Пози и С. Дж. Уоллес, а убийца вновь заговорил голосом актёра Роджера Л. Джексона — в фильмах серии он также озвучил маньяка по прозвищу Призрачное лицо. 
Исполнительным продюсером выступила актриса и музыкант Куин Латифа, а новые эпизоды выходили на канале VH1. Финальная часть шоу получила смешанные отзывы критиков и зрителей.

## В ролях

### Основной состав
- АрДжей Сайлер — Дейон Эллиот
- Джессика Сула — Оливия «Лив» Рейнольдс / «Призрачное лицо»
- Джорджия Уигем — Бет / «Призрачное лицо»
- Tyga — Джамал «Джей» Эллиот
- Кеке Палмер — Ким
- Тайлер Пози — Шейн
- С. Дж. Уоллес — Амир Аюб

### Второстепенные персонажи
- Роджер Л. Джексон — Голос убийцы «Призрачное лицо»
- Мэри Джей Блайдж — Шерри Эллиот
- Тони Тодд — Человек с крюком / Лютер Томпсон
- Гидеон Эмери — Офицер Эдвард Рейнольдс
- Патрик Джонсон — Айвери Коллинс
- Джуллиан Йао Джиоиелло — Мэнни
- Дизель Мадкинс — Эрл Эллиот
- Мэри Кэтерин Духон — Хейли Майерс
- Карина Лог — Тина Хадсон
- Дрю Старки — Хоукинс
- Тэрренс Джей — Тренер Гриффин

## Производство

### Новая концепция
«Канал MTV всегда был частью культуры, и даже в чём-то опережал её. Наша основная аудитория — люди в возрасте от 18 до 34, и от 12 до 34 в дневное время. Если вы посмотрите на этот возрастной диапазон, то увидите, что более 50 процентов — небелые люди. Так что во многих отношениях мультикультура стала просто культурой. Поэтому, когда мы смотрим на истории, которые рассказываем, и на то, как мы их рассказываем, мы хотим так же опережать время, как это делает сама культура. Наша цель в том, чтобы найти такой формат, который соответствует нашей аудитории, чтобы у нас было 50 процентов нашего контента, поступающего от разных продюсеров, писателей, продюсерских компаний, и таким образом возглавить отрасль».
14 октября 2016 года канал «MTV» продлил сериал «Крик» на третий, укороченный сезон из шести эпизодов. Он должен был выйти в 2019 или 2020 году. Позже представители канала «MTV» сообщили, что отказались от возвращения Эммы Дюваль и Лейквудской шестёрки, и теперь собираются «перезапустить шоу». Вскоре стало известно, что новый сезон не будет показан на «MTV», и идёт поиск нового вещателя из-за сексуального скандала с Харви Вайнштейном и проблем, окружающих его производственную компанию. В апреле 2017 года Бретт Мэттьюз стал шоураннером сериала, а актриса и музыкант Куин Латифа — исполнительным продюсером. Крис МакКарти, новый президент канала MTV, уже работал с Латифой над ежегодным музыкальным проектом «Hip Hop Honors» на канале VH1.
В июле 2017 года МакКарти рассказал изданию «The Hollywood Reporter», что продюсеры собираются вернуться к концепции шоу-антологии, в котором каждый новый сезон начиная с «Воскрешения» будет рассказывать другую историю: «Мы отлично поработали с Вайнштейнами, и в какой-то момент просто решили выкинуть свод правил. Давайте взглянем на культуру шире, найдём возможности и пойдём в новом направлении. В конце концов, мы пришли к тому, что решили создать это потрясающее шестичасовое событие, пригласив музыкантов и истории из поп-культуры. Но как сделать всё правильно, чтобы создавать нечто подобное каждый год? В этом направлении мы и работаем».
Говоря о формате антологии, МакКарти поставил в пример успех сериала «Американская история ужасов»: «Мы хотели бы сделать нечто подобное, но с большей комедийной составляющей, омолодить персонажей и показать всё это не так серьёзно. Это отличная модель. Мы собираемся поднять наши собственные ставки, сделав это трехднёвным шестичасовым телевизионным событием и запустить мероприятия по всей стране. Вероятно персонажи поменяются, но классный ужастик есть классный ужастик, как ни посмотри». Он также отметил, что музыка будет играть важную роль в новых проекта канала — в том числе, и в «Крике».

### Кастинг
17 июля 2017 года стало известно, что рэпер Tyga и актёр С. Дж. Уоллес сыграют главные роли в перезагрузке. 13 сентября Эр Джей Сайлер, Джессика Сула, Кеке Палмер, Джуллиан Йао Джиоиелло и Джорджия Уигем вошли в основной актёрский состав. 25 сентября Тайлер Пози получил роль Шейна с основном составе. Ранее актёр появился в промо-ролике под названием «Killer Party» для «Крика». 16 августа 2018 года в СМИ сообщили, что Мэри Джей Блайдж получил роль матери Дейона, Шерри Эллиот. 12 октября того же года стало известно, что Тони Тодд появится в роли Лютера Томпсона по прозвищу «Человек-крюк». 24 июня 2019 стало известно, что певица и модель Пэрис Джексон сыграет персонажа по имени Беки в первом эпизоде «The Deadfast Club». Её персонаж появился в открывающей сцене сезона по аналогии с фильмами «Крик».

### Съёмки
Съёмки сериала начались 18 сентября 2017 года и продлились до 11 ноября в Атланте, штат Джорджия. По ряду причин выпуск новых эпизодов был отложен почти на год.

## Эпизоды
| № общий | № в сезоне | Название                                       | Режиссёр                     | Автор сценария                  | Дата премьеры | Зрители в США (млн) |
| --- | ---------- | ---------------------------------------------- | ---------------------------- | ------------------------------- | ------------- | ------------------- |
| 25 | 1          | «Клуб мертвецов» «The Deadfast Club»           | Кевин Колш и Деннис Уидмайер | Бретт Мэтьюз                    | 8 июля 2019   | 0,79                |
| Убийца в жуткой маске возвращается! Когда призрачная фигура из прошлого Дейона возвращается вновь, чтобы преследовать его в настоящем, запускается цепочка неимоверных событий. Теперь жизнь Дейона и его новых друзей находится под угрозой, и может оборваться в любое время. |            |                                                |                              |                                 |               |                     |
| 26 | 2          | «Ночь Дьявола» «Devil’s Night»                 | Таня Хэмилтон                | Ли Дэна Джексон и Кристи Корзек | 8 июля 2019   | 0,60                |
| Попытка устроить убийце ловушку оборачивается против самих героев, когда они оказываются заперты вместе с ним в одной школе, поэтому они вынуждены использовать все подручные средства для самообороны.                                                                         |            |                                                |                              |                                 |               |                     |
| 27 | 3          | «Человек под маской» «The Man Behind The Mask» | Даррен Грант                 | Бенжамин Рааб и Дерик А. Хьюз   | 9 июля 2019   | 0,40                |
| Маньяк заманивает членов Клуба Мертвецов в место, где всё началось, и для одного из них эта поездка становится последней. |            |                                                |                              |                                 |               |                     |
| 28 | 4          | «Убежище в шторм» «Ports In The Storm»         | Уильям Шарпф                 | Пенни Кокс                      | 9 июля 2019   | 0,34                |
| Убийца предлагает выжившим сыграть в очередную смертельную игру на выбывание, правила в которой не так однозначны. |            |                                                |                              |                                 |               |                     |
| 29 | 5          | «Слепые пятна» «Blindspots»                    | Даррен Грант                 | Шерман Пэйн                     | 10 июля 2019  | 0,38                |
| Приближаясь к разгадке, Дион пытается спасти ещё одного человека, а внутри Клуба Мертвецов формируется неожиданная коалиция. |            |                                                |                              |                                 |               |                     |
| 30 | 6          | «Конец игры» «Endgame»                         | Кевин Колш и Деннис Уидмайер | Бретт Мэтьюз                    | 10 июля 2019  | 0,33                |
| Все тайны раскрываются в кровавой развязке, когда выжившие узнают, кто скрывался под маской. |            |                                                |                              |                                 |               |                     |

## Показ

### Трансляция
24 июня 2019 года стало известно, что премьера третьего и заключительного сезона состоится 8 июля на телеканале «VH1». Премьерная трансляция сериала проходила с 8 по 10 июля 2019 года на американском телеканале «VH1» — в день были показаны по 2 эпизода шоу. Сезон стал доступен на «Netflix» в США 1 сентября 2019. 17 июля 2018 года портал «The Hollywood Reporter» сообщил, как компания «Lantern Entertainment» приобрела «The Weinstein Company» после её банкротства и соглашение между студией и «Netflix» было расторгнуто — в результате чего онлайн-портал не смог показать сериал за рубежом. В США сериал стал доступен на «Netflix» 1 сентября 2019 года.

### Критика
Третий сезон получил смешанные отзывы критиков — 40 % «свежести» от портала «Rotten Tomatoes» на основе 5 обзоров. Карен Рат написала в обзоре для «Hypable»: «В этом сезоне актёрский состав не такой разнообразный, но определённо является сильной стороной проекта. Чего сериалу действительно не хватает — умения нагнать ужаса». Пол Дэйлли из «TV Fanatic» наоборот отметил, что «преступления, совершённые убийцей, такие же изощрённые, как и в фильмах серии».

### Рейтинги
| № | Название                  | Дата показа  | Рейтинг (18—49) | Зрителей (миллионов) |
| - | ------------------------- | ------------ | --------------- | -------------------- |
| 1 | «The Deadfast Club»       | 8 июля 2019  | 0.4             | 0.79                 |
| 2 | «Devil's Night»           | 8 июля 2019  | 0.3             | 0.60                 |
| 3 | «The Man Behind The Mask» | 9 июля 2019  | 0.2             | 0.40                 |
| 4 | «Ports In The Storm»      | 9 июля 2019  | 0.2             | 0.34                 |
| 5 | «Blindspots»              | 10 июля 2019 | 0.2             | 0.38                 |
| 6 | «Endgame»                 | 10 июля 2019 | 0.2             | 0.33                 |